# جيسيكا شولتز
جيسيكا شولتز (بالإنجليزية: Jessica Schultz)‏ هي لاعبة كرلنغ أمريكية، ولدت في 2 يناير 1985 في أنكوريج في الولايات المتحدة.

## وصلات خارجية
- جيسيكا شولتز على موقع الاتحاد الدولي للكرلنغ (الإنجليزية)
- جيسيكا شولتز على موقع اللجنة الأولمبية الدولية (الإنجليزية)
- جيسيكا شولتز على موقع أوليمبيديا (الإنجليزية)
- جيسيكا شولتز على موقع اللجنة الأولمبية والبارالمبية الأمريكية (الإنجليزية)